# Detecció de cares
La detecció de cares (de l'anglès face detection) és un cas específic de la detecció d'objectes. La detecció de cares per ordinador és un procés pel qual l'ordinador ubica els rostres presents en una imatge o un vídeo. Aquest procés no és tan senzill com ho faria el SVH.
Actualment existeixen diferents mètodes per poder realitzar la detecció de cares per ordinador.

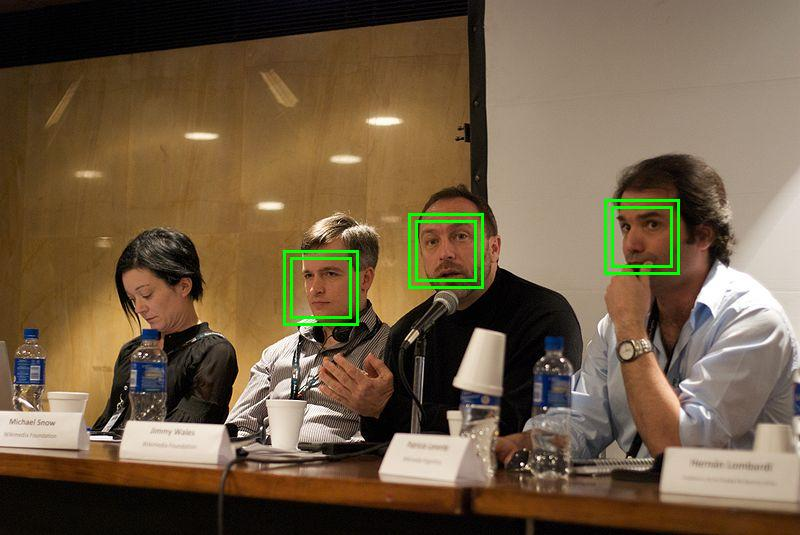
Detecció de cares

## Evolució
Va ser cap als anys 70 quan van aparèixer els primers algorismes, basats en tècniques heurístiques i antropomètriques, però no eren molt eficients, ja que fallaven bastant i eren molt sensibles a canvis. La investigació es va deixar de banda perquè encara no tenia utilitat. Va ser als anys 90 quan, gràcies al desenvolupament de la tecnologia i al descobriment d'aplicacions útils, es va reprendre la investigació.
Dels models anteriors, el que s'utilitza actualment són els mètodes basats en l'aspecte, ja que són els que donen millor resultats. Això és degut al fet que en funció de la variabilitat de la col·lecció d'imatges o mostres amb les que es realitza l'entrenament s'obtindran detectors amb taxes altes de detecció i baixes taxes de fals positius. A més d'una gran robustesa, presenten una eficiència en el sistema de detecció i reducció del cost computacional.
Encara que la detecció de cares té moltes aplicacions, és al camp de la fotografia digital on més s'apropa al públic. Fujifilm va ser la primera empresa anunciant la nova tecnologia el 2004, però va ser Nikon, el 2005, la primera que va treure al mercat una càmera utilitzant aquest sistema. Actualment, la majoria de càmeres ho incorporen.

## Factors que no ajuden a la detecció de cares
Segons a les condicions en la que es trobi la imatge durant el procés de detecció pot suposar alguns problemes. En molts casos la lluminositat no és l'adequada, apareixen elements estranys, les cares estan de perfil, tapades per algun element o per alguna altra cara o en un angle complicat.

## Mètode de la detecció de cares
Actualment es poden distingir quatre grans categories de mètodes de detecció de cares, basats en el coneixement, en caràcters invariants, basats en plantilles i en aparença

### Mètodes basats en el coneixement
Aquest mètodes representen les tècniques de detecció de cares que es basen en una sèrie de regles prèvies definides per la persona que vol fer la detecció.
Es defineixen una sèrie de característiques sobre les cares a detectar 
(forma del cap, dos ulls, un nas...).
Això pot suposar un problema i és que si aquestes regles són molt generals, el resultat d'una cerca en imatges on no hi ha cares, segurament el resultat dirà que si hi han cares i a més un nombre elevat. En el cas en què les regles establertes siguin molt específiques possiblement també apareguin problemes, ja que el resultat de la detecció serà molt baix.

### Mètodes basats en caràcters invariants
Aquests mètodes utilitzen com a punt de referència el color de la pell i la textura, el problema que suposa aplicar aquests mètodes és que si a la imatge apareix soroll o diferents condicions d'il·luminació l'algoritme aplicat no funcionarà correctament.
Si s'utilitza el color de la pell, els algoritmes que utilitzen tota la gamma de colors tenen millor resultat que els que utilitzen una escala de grisos.

### Mètodes basats en plantilles
Aquest mètodes modelen geomètricament la forma de l'objecte. Les plantilles són les components bàsiques com per exemple cercles, el·lipses... Un cop estan definides les plantilles s'avalua la correspondència entre la cara i la plantilla. Les principals tècniques són les plantilles deformables i els contorns actius.

### Mètodes basats en aparença
Aquesta tècnica en un principi no necessita el coneixement de les característiques de la cara de la imatge que es vol detectar. En els algoritmes utilitzats en aquests mètodes apareixen els conceptes d'entrenament i d'aprenentatge.

## Algoritme Viola & Jones
Aquest algoritme té un cost computacional molt baix, i consta de dos parts principals: classificador en cascada, que garanteix una discriminació ràpida i un entrenador de classificadors basat en AdaBoost.
Viola Jones té una probabilitat de verdaders positius del 99,9% i una probabilitat de fals positius del 3,33%, i a diferència d'altres algoritmes utilitzats en mètodes de caràcters invariants processa només la informació present en una imatge en escala de grisos. No utilitza directament la imatge sinó que fa servir una representació de la imatge anomenada imatge integral.
Per determinar si en una imatge es troba una cara o no, l'algoritme divideix la imatge integral en subregions de mides diferents i utilitza una sèrie de classificadors (classificadors en cascada), cada una amb un conjunt de característiques visuals. A cada classificador es determina si la subregió és una cara o no.
La utilització d'aquest algoritme suposa un estalvi de temps considerable, ja que no seran processades subregions de la imatge que no es sàpiga amb certesa que contenen una cara i només s'invertirà temps en aquelles subregions que possiblement sí que contenen una cara.
Aquest detector s'ha fet molt popular degut a la seva velocitat a l'hora de detectar les cares en imatges i per la seva implementació a la llibreria OpencV.

## Aplicacions
- Entreteniment: Videojocs, realitat virtual, programes de captació, humà-robòtica, àlbum de fotos, maquillatge virtual, aplicacions de Smartphone

- Targetes Intel·ligents: Llicències de conduir, DNI, passaports, control parental de TV, dispositiu personal d'inici de sessió, seguretat de base de dades

- Aplicació de la llei i vigilància: portal de control, seguiment sospitós i investigació.[6]